# Красничи, Дистрия
Дистрия Красничи (алб. Distria Krasniqi; род. 10 декабря 1995, Печ) — косовская дзюдоистка. Чемпионка Олимпийских игр-2020 в весовой категории до 48 кг, серебряный призёр летних Олимпийских игр 2024 года в категории до 52 кг. Трёхкратная чемпионка Европы 2021, 2024 и 2025 годов. Призёрка чемпионатов Европы и мира.

## Биография
Родилась в 1995 году. Начала заниматься дзюдо в возрасте семи лет по инициативе своего брата.
На чемпионате Европы 2018 года в Израиле, в весовой категории до 52 кг, завоевала серебряную медаль, уступив в финале российской спортсменке Наталье Кузютиной.
На предолимпийском чемпионате мира 2019 года, который проходил в Токио, завоевала бронзовую медаль, переиграв в поединке за бронзу испанскую спортсменку Лауру Мартинес.
В 2020 году на чемпионате Европы в ноябре в чешской столице, Дистрия смогла завоевать бронзовую медаль турнира. В четвертьфинале уступила будущей чемпионке Европы француженке Ширин Букли.
В апреле 2021 года на чемпионате Европы в португальской столице Лиссабоне, Дистрия в весовой категории до 48 кг смогла дойти до финала, где стала чемпионкой континента. Украинская дзюдоистка Дарья Белодед, соперница по финалу, на схватку не вышла.
Красничи представляла Косово на летних Олимпийских играх 2020 года, ставшими для неё дебютными в карьере. По результатам соревнований она завоевала золотую медаль в весовой категории до 48 кг, в финальной схватке одолев японку Фуну Тонаки.
На летних Олимпийских играх 2024 года в Париже в категории до 52 кг Дистрия завоевала серебряную медаль, уступив в финале узбекской спортсменке Диёре Келдиёровой.
В апреле 2025 года на чемпионате Европы в Подгорице завоевала золотую медаль в категории до 52 кг. В финальной схватке победила соперницу из Италии Одетту Джуффриду.
В июне 2025 года на чемпионате мира в Будапеште в весовой категории до 52 кг завоевала серебряную медаль. В схватке за титул уступила сопернице из Японии Уте Абэ.